# Volker Röben
Volker Röben (* 1965) ist ein deutscher Jurist.

## Leben
Nach der Promotion in Kiel 1997 und der Habilitation in Heidelberg 2006 ist er Professor für Energierecht, Völkerrecht und globale Regulierung, University of Dundee.
Seine Forschung verbindet das Energierecht mit dem Völkerrecht, dem Recht der Europäischen Union und der Theorie des Weltrechts. Mehrere Bücher und zahlreiche Artikel wurden veröffentlicht und eine Forschungsmonographie zur Europäischen Energieunion wurde bei Cambridge University Press veröffentlicht. Er ist auch im Vorstand der Max-Planck-Enzyklopädie für vergleichendes Verfassungsrecht.

## Schriften (Auswahl)
- Die Einwirkung der Rechtsprechung des Europäischen Gerichtshofs auf das mitgliedstaatliche Verfahren in öffentlich-rechtlichen Streitigkeiten. Berlin 1998, ISBN 3-540-64267-6.
- Außenverfassungsrecht. Eine Untersuchung zur auswärtigen Gewalt des offenen Staates. Tübingen 2007, ISBN 978-3-16-149375-1.
- Towards a European Energy Union. European energy strategy in international law. Cambridge 2018, ISBN 978-1-107-14281-7.